# گوستاو لوزه
گوستاو لوزه (آلمانی: Gustav Lohse؛ ۲۲ مه ۱۹۱۱ – ۱۶ مارس ۱۹۹۹) تدوین‌گر اهل آلمان بود.
وی تدوین‌گر فیلم‌هایی همچون عشق در نگاه اول و قلب ملکه بوده‌است.